# 무카오카촌
무카오카촌(일본어: 向丘村)은 1889년 4월 1일부터 1937년 6월 1일까지 존재했던 일본 가나가와현 다치바나군의 촌이다. 

## 지리
현재의 가와사키시 미야마에구 남부에 해당한다. 동쪽 일부는 다카쓰구와 다마구에 걸쳐 있다.

## 역사
- 1889년 4월 1일 - 정촌제 시행에 의해 다치바나군 무카오카촌이 성립하였다.
- 1937년 6월 1일 - 가와사키시에 편입해, 동일 무카오카촌은 폐지되었다.
- 1972년 4월 1일 - 가와사키시가 정령지정도시로 승격해 구촌은 다카쓰구가 되었다.

## 참고 문헌
- 角川日本地名大辞典編纂委員会,『角川日本地名大辞典 神奈川県』1984, 角川書店